# Кошара (Бериславський район)
Коша́ра — село в Україні, у Новорайській сільській громаді Бериславського району Херсонської області. Населення становить 143 осіб.
Назва села пов'язана зі словом кошара[джерело?].

## Населення

### Мовний склад
Рідна мова населення за даними перепису 2001 року:
| Мова       | Чисельність, осіб | Доля     |
| ---------- | ----------------- | -------- |
| Українська | 131               | 91,61 %  |
| Російська  | 7                 | 4,89 %   |
| Молдовська | 3                 | 2,10 %   |
| Інше       | 2                 | 1,40 %   |
| Разом      | 143               | 100,00 % |